# Anisia serotina
Anisia serotina är en tvåvingeart som först beskrevs av Henry J. Reinhard 1945.  Anisia serotina ingår i släktet Anisia och familjen parasitflugor.
Artens utbredningsområde är Florida. Inga underarter finns listade i Catalogue of Life.